# Elizabeth Taylor (athlétisme)
Pour les articles homonymes, voir Elizabeth Taylor (homonymie) et Taylor.
Elizabeth Garner « Betty » Taylor (née le 22 février 1916 à Ingersoll et décédée le 2 février 1977) est une athlète canadienne spécialiste du 80 mètres haies. Elle mesurait 1,67 m pour 53 kg.

## Biographie

### Palmarès
| Date | Compétition                  | Lieu    | Résultat | Performance |
| ---- | ---------------------------- | ------- | -------- | ----------- |
| 1934 | Jeux de l'Empire britannique | Londres | 2e       |             |
| 1936 | Jeux olympiques d'été        | Berlin  | 3e       | 11 s 7      |

### Records
| Épreuve         | Performance | Lieu | Date |
| --------------- | ----------- | ---- | ---- |
| 80 mètres haies | 11 s 81     |      | 1936 |